# USS Belknap (CG-26)
USS Belknap (1963) («Бе́лнап») — корабль ВМС США. Вошёл в строй как фрегат УРО, позднее был переклассифицирован в ракетный крейсер. Являлся головной единицей типа кораблей. Флагман Шестого флота США.

### Концепция и проект

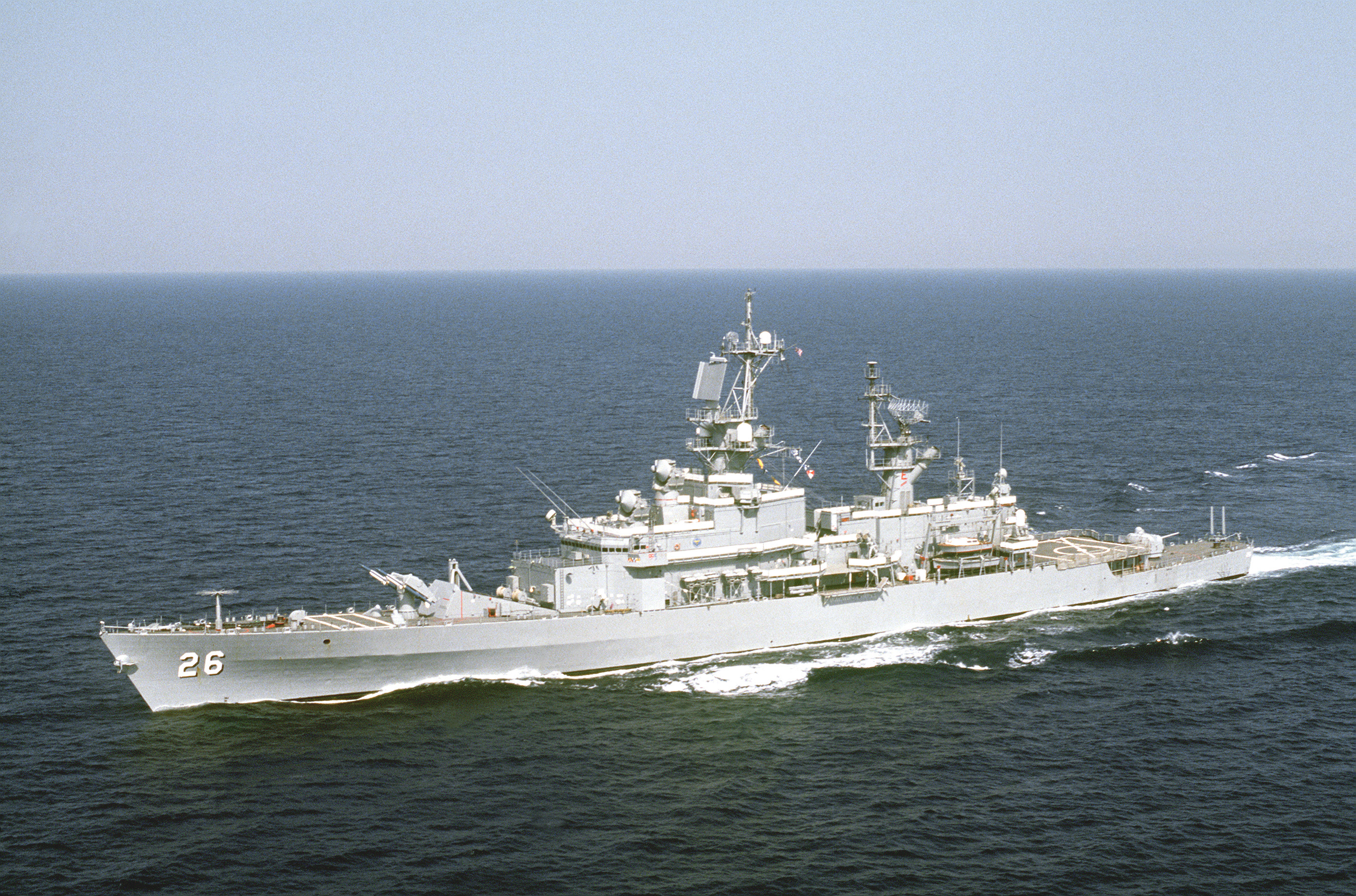
USS Belknap (CG-26).

## История службы
В ноябре 1975 года получил исключительно тяжёлые повреждения из-за столкновения с авианосцем «Джон Кеннеди» и последовавшего пожара на борту, не в последнюю очередь потому, что его надстройки были выполнены из легкоплавких алюминиевых сплавов.
Известен также тем, что присутствовал в гавани Валлетты во время советско-американской встречи в верхах на Мальте в декабре 1989 года; на корабле было запланировано пребывание президента США, которое по ряду причин не состоялось.
Корабль после списания использовался в качестве мишени для учений в Северной Атлантике, потоплен 24 сентября 1998 года.